# Chelonus sculptureatumus
Chelonus sculptureatumus är en stekelart som beskrevs av Ji och Chen 2003. Chelonus sculptureatumus ingår i släktet Chelonus och familjen bracksteklar. Inga underarter finns listade i Catalogue of Life.